# Bemerton
Bemerton, som en gång var en egen by väster om Salisbury, i civil parish Salisbury, i distriktet Wiltshire, i grevskapet Wiltshire, i England, är nu en förstad till den staden. Det är berömt som den plats där poeten George Herbert var kyrkoherde och där han är begraven.
Det finns tre församlingskyrkor: medeltidskyrkan St Andrew's (från senast 1300-talet), i vilken Herbert tjänstgjorde och fick sin grav, den viktorianska St John's (från 1860, och den moderna St Michael's (byggd 1957).
Bemerton var en civil parish 1894–1934 när blev den en del av Quidhampton och Wilton. Civil parish hade 418 invånare år 1931. Byn nämndes i Domedagsboken (Domesday Book) år 1086, och kallades då Berment/Bimertone.

## Berömda invånare
George Herbert var kyrkoherde från 1630 till sin död 1633. 
John Norris, som var kyrkoherde från 1692 till 1711, var mer känd som skald under sin livstid än Herbert under sin, även om hans verk numera är i stort sett bortglömt.
William Coxe, kyrkoherde från 1788 till sin död 1828, skrev reseskildringar, levnadsteckningar över sir Robert Walpole och andra, och en historia om grevskapet Montgomery.